# Ончешть (Алба)
Ончешть, Ончешті (рум. Oncești) — село у повіті Алба в Румунії. Входить до складу комуни Могош.
Село розташоване на відстані 294 км на північний захід від Бухареста, 27 км на північний захід від Алба-Юлії, 54 км на південь від Клуж-Напоки.

## Населення
За даними перепису населення 2002 року у селі проживали 30 осіб, усі — румуни. Усі жителі села рідною мовою назвали румунську.